# Lilium pomponium
Espèce
Classification APG IV (2016)
Statut de conservation UICN

 LC  : Préoccupation mineure
Lilium pomponium, le Lis turban ou Lis de Pompone, est une espèce de plantes à fleurs de la famille des Liliacées. C'est une plante vivace à bulbes mesurant entre 25 et 70 cm.
On la retrouve en France et en Italie, sur des sols calcaires, des pelouses sèches et rocailleuses.

## Dénomination
L’espèce Lilium pomponium a été décrite par Carl von Linné en 1753. 
Cette espèce est communément appelée Lis de Pompone, Lis Turban en France ou Giglio a Fiocco en Italie. 
Ses noms vernaculaires anglais sont : Lesser Turk’s-cap lily, Little Turk’s-cap lily, Minor Turk’s-cap lily, Pompon Lily, Turban lily. 
Synonymes latins :
- Lilium angustifolium Mill. (1768) ;
- Lilium rubrum var. pomponium (L.) P.Fourn. (1935) ;
- Lilium rubrum Lam. (1779)[4].

## Caractéristiques

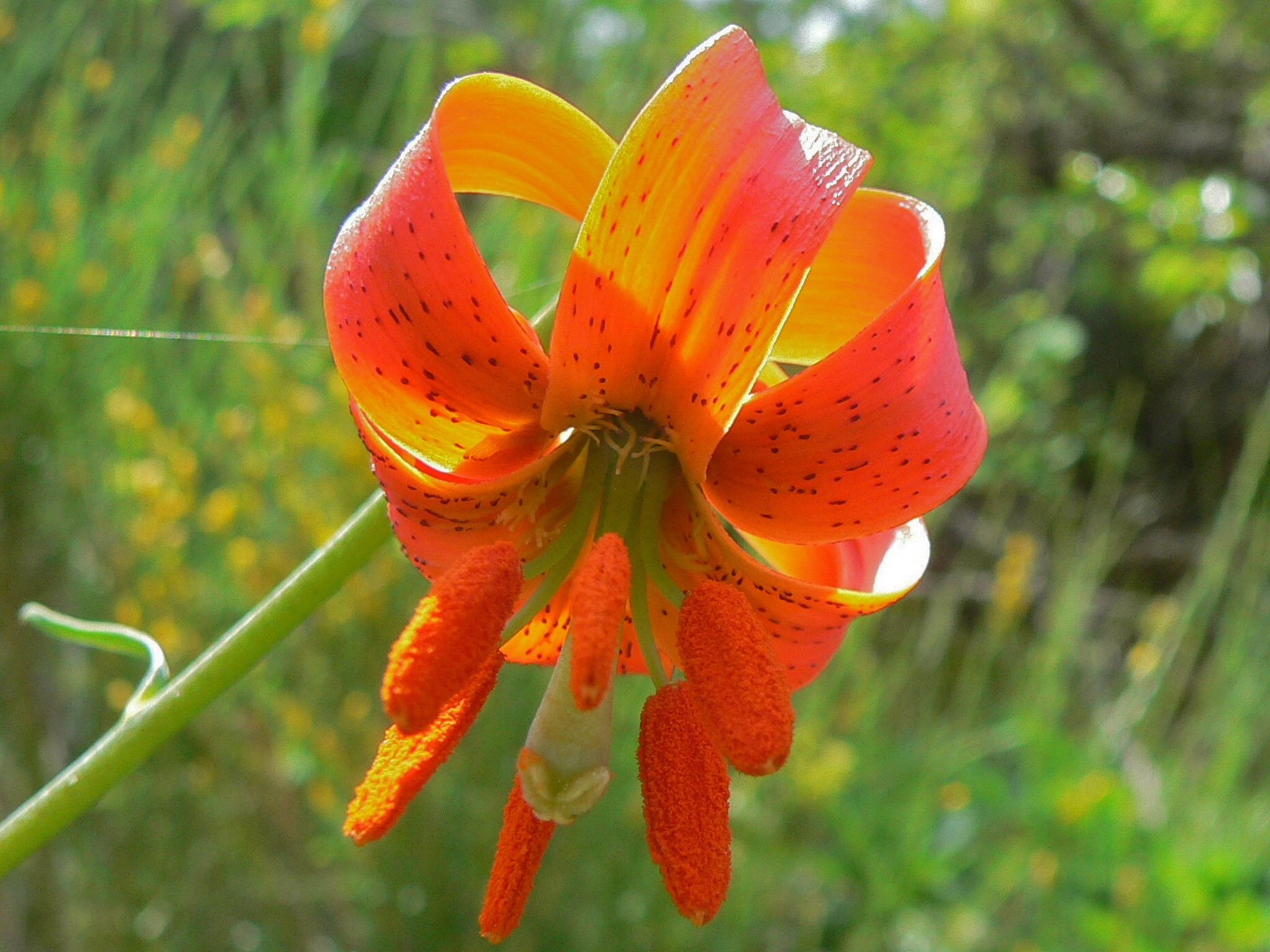
Port général.

Cette plante vivace et grêle mesure entre 25 et 70 cm. C’est une espèce hémicryptophyte, sa partie aérienne meurt quand les conditions ne sont pas bonnes et seuls les bourgeons situés au niveau du sol persistent. 

### Appareil végétatif
Le bulbe est écailleux et les racines peuvent pousser jusqu’à 1,4 m de profondeur. La tige est glabre et lisse, très feuillue dans le bas et presque nue au niveau du sommet. Les feuilles sont luisantes, d’un vert vif et à bords finement ciliés. Elles sont dressées, linéaires ou sublancéolées. Elles peuvent atteindre une longueur de 13 cm. Le feuillage est caduc : la plante perd ses feuilles chaque année en automne.

### Appareil reproducteur
La floraison a lieu de mai à août. Les fleurs ont une taille allant de 2,5 à 5 cm. Elles sont penchées, solitaires, ou en grappe lâche de 2 à 6 fleurs. L’inflorescence est en racème simple. La couleur des fleurs varie du rouge à l’orange vif (parfois roses) et on observe des ponctuations de noir ou brun à leur base. Les étamines sont longuement saillantes et divergentes, dépassant le style, et les anthères sont couvertes de pollen rouge. Les fleurs  font de la protandrie : les étamines arrivent à maturité avant les pistils. Le gynécée est constitué de carpelles séparés. Le fruit est une capsule et contient des graines plates.

### Espèces voisines
L’espèce la plus proche de Lilium pomponium est le Lilium pyrenaicum ou Lis des Pyrénées qui est une plante herbacée endémique des massifs des Pyrénées. Cette plante est plus grande que Lilium pomponium (entre 40 et 120 cm de haut). Ses fleurs sont la plupart du temps jaunes ponctuées de brun. Une autre espèce proche de L. pomponium est Lilium carniolicum, qui pousse aujourd’hui dans le Sud-Est des Alpes et à l’Ouest de la péninsule Balkanique.

### Génétique
Lilium pomponium est une espèce diploïde, elle a 2n = 24 chromosomes et 70,26 pg (picogrammes) d’ADN dans un noyau diploïde, soit environ 5% de plus que L. carniolicum et L. pyrenaicum.

## Taxonomie et classification
Le Lis de Pompone appartient à la section Liriotypus du genre Lilium, une section qu’on a démontré être d’origine monophylétique et qui s’est différenciée du genre il y a 8 millions d’années, ayant engendré par spéciation toutes les espèces européennes de Lis. L’étude de l’ADN chloroplastique des espèces du genre Lilium nous apprend que L. pomponium est en effet phylogénétiquement proche de toutes ces espèces (L. pyrenaicum, L. albanicum, L. bosniacum et L. carnicolum). Cette étude établit également que la différentiation entre L. pomponium et L. pyrenaicum, qui ont un ancêtre commun, s’est opérée il y a environ 3,5 millions d’années, l’apparition de L. pomponium en tant qu’espèce remontant donc à cette date.

## Écologie

### Répartition

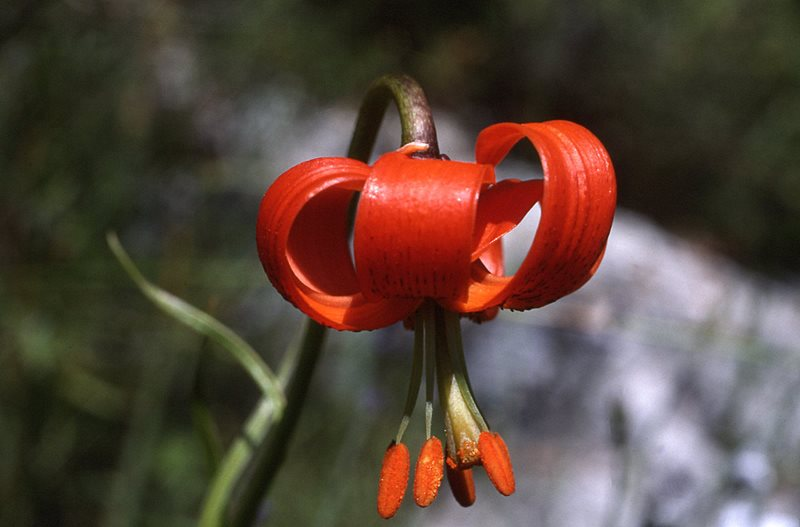

Cette espèce est endémique au sud des Alpes, elle est présente en France et en Italie et n'a été introduite nulle part ailleurs. Elle pousse entre 1 000 et 2 000 m d'altitude.
On retrouve Lilium pomponium d’Albenga (Italie) jusqu’à la vallée du Verdon à l’ouest qu’elle ne dépasse qu’à peine.
Plus précisément, on la retrouve dans l’ensemble des vallées du Parc National des Alpes Maritimes, en Ligurie (Italie), dans les Alpes de Haute Provence, dans le Var et dans l’ensemble des massifs préalpins.

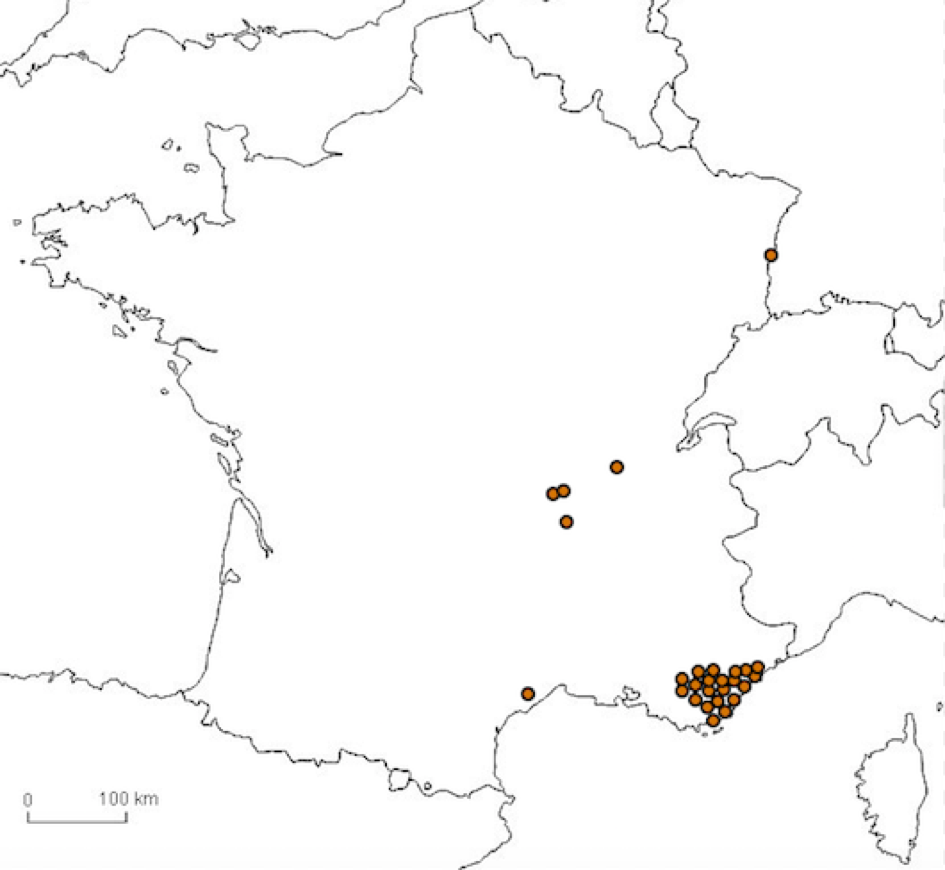
Figure 1, figure originale : Carte montrant les lieux peuplés par Lilium pomponium.

#### Habitat
Lilium pomponium est une espèce orophyte alpin méridional c’est-à-dire qu’elle ne vit qu’en montagne ou colline, et elle se situe particulièrement dans les alpes méridionales. Celle-ci pousse généralement dans des pelouses sèches et rocailleuses : dans un substrat calcaire à pH légèrement basique, pauvre en nutriments et en matière organique et à faible salinité (L. pomponium y est intolérante), sur des sols argileux, limoneux ou sableux. On retrouve toujours L. pomponium en situation bien exposée, à des stations comprises entre 100 et 2 000 m d’altitude.
C’est une espèce plus adaptée au climat continental, lumineux et froid, qu’au climat maritime, bien qu’elle exige un environnement relativement humide. 

#### Phytosociologie
Dans les Alpes méridionales, Lilium pomponium est une espèce indicatrice, aux étages supraméditerranéen et montagnard, des landes en exposition chaude à genêt cendré, buis et lavandaies  et aux étages mésoméditerranéen et supraméditerranéen des pelouses riches en chaméphytes, calcicoles ou marnicoles, montagnardes sèches et thermophiles, sur sols rocailleux instables.
C’est également une espèce caractéristique, toujours dans les Alpes méridionales, des gazons à Seslérie bleue et Laîche sempervirente.

#### Cycle de vie
Le cycle de vie de L. pomponium commence par une germination épigée  et se poursuit par une croissance annuelle rythmée par les hivers successifs car L. pomponium est une plante géophyte. Elle possède en effet des organes lui permettant de rester enfouie dans le sol lorsque les conditions ne sont pas encore bonnes.
La floraison a lieu de mai à août  et peut se réitérer plusieurs fois dans la vie de la plante, elle est dite polycarpique . 
Les organes fertiles d’une même fleur sont incapables de se féconder entre eux (autogamie), mais une plante peut effectuer une fécondation entre deux de ses fleurs (geitonogamie), ce type de fécondation donnant un rendement en graines très faible. 
Lilium pomponium est donc majoritairement allogame, cette fécondation étant assurée par le fait que les organes des deux sexes sont séparés physiquement au sein de la fleur (herkogamie) et par le fait qu’ils ne sont pas matures au même moment (protandrie), les anthères arrivant à maturité avant les stigmates.
En outre, la protandrie permet, dans certains cas comme celui de L. pomponium ou d’autres plantes à inflorescences verticales et à fleurs multiples, de favoriser la geitonogamie.  
Dans le cas précis du Lis de Pompone, il n’y a aucune différence de germination entre les graines issues d’une autopollinisation et celles issues d’un croisement, ce qui s’accorde avec la théorie de dépression de consanguinité qui dit que s’il doit y avoir une dépression due à la consanguinité, elle intervient d’office au stade de production des graines. 
De plus, le rendement fructifère de L. pomponium n’est affecté que par la diversité des pollinisateurs de la plante, et pas par leur nombre.

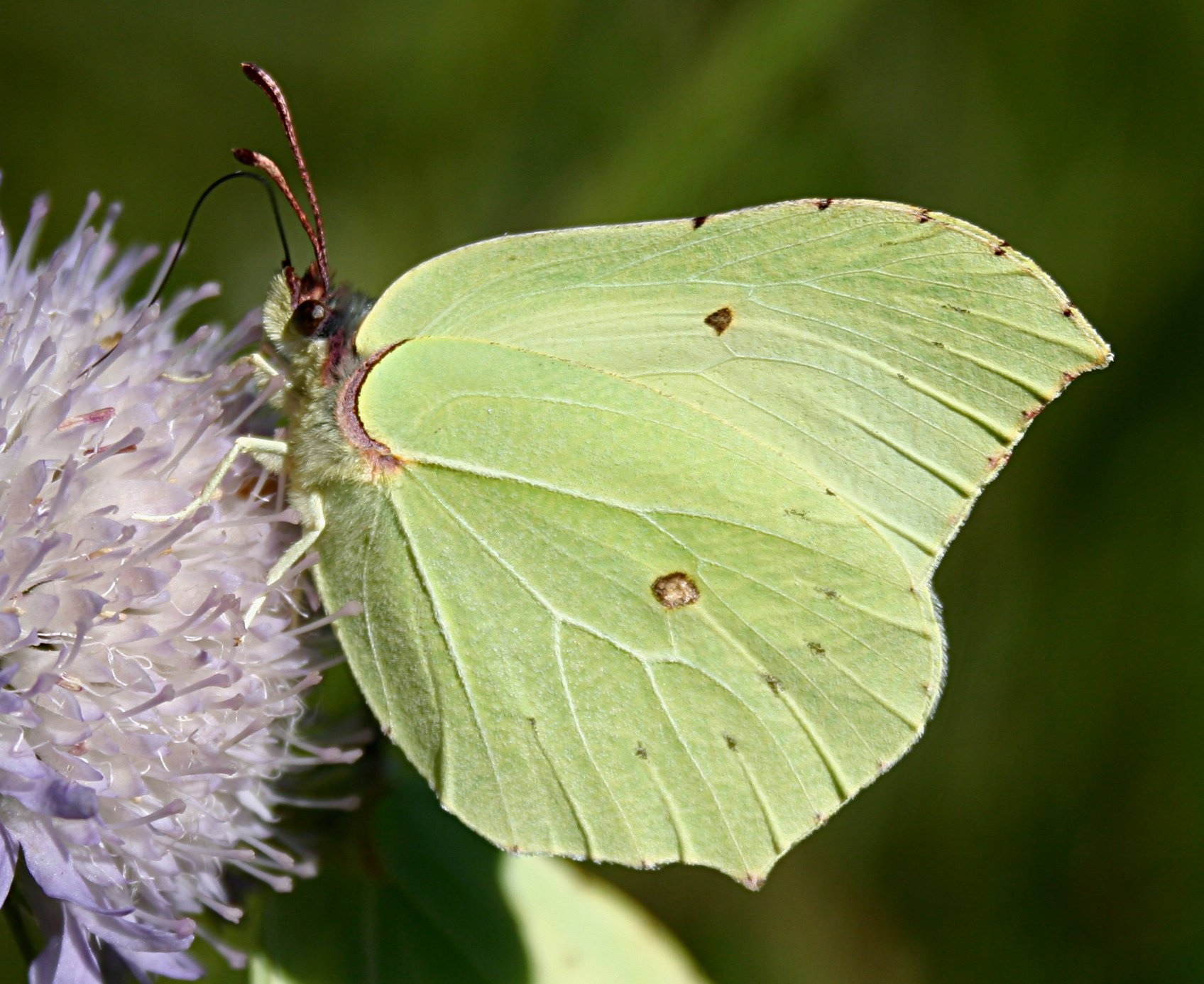
Figure 2 : Papillon Gonepteryx rhamnii (le citron).

Après la floraison et la fécondation, il y a formation et maturation des fruits, dont les graines sont disséminées de manière barochore. Ces graines peuvent germer à leur tour et le cycle recommence.

#### Interactions avec d’autres organismes
Par rapport aux visiteurs de la fleur, une étude sur des populations italiennes de L. pomponium a souligné que les plus fréquents font partie des visiteurs communs : des papillons (Lépidoptères), des abeilles (Hyménoptères) et des Coléoptères. Cependant, son visiteur le plus fréquent est le papillon Gonepteryx rhamnii (9 des 17 visites d’insectes recensées en 80h d’observation) (Figure 5).  

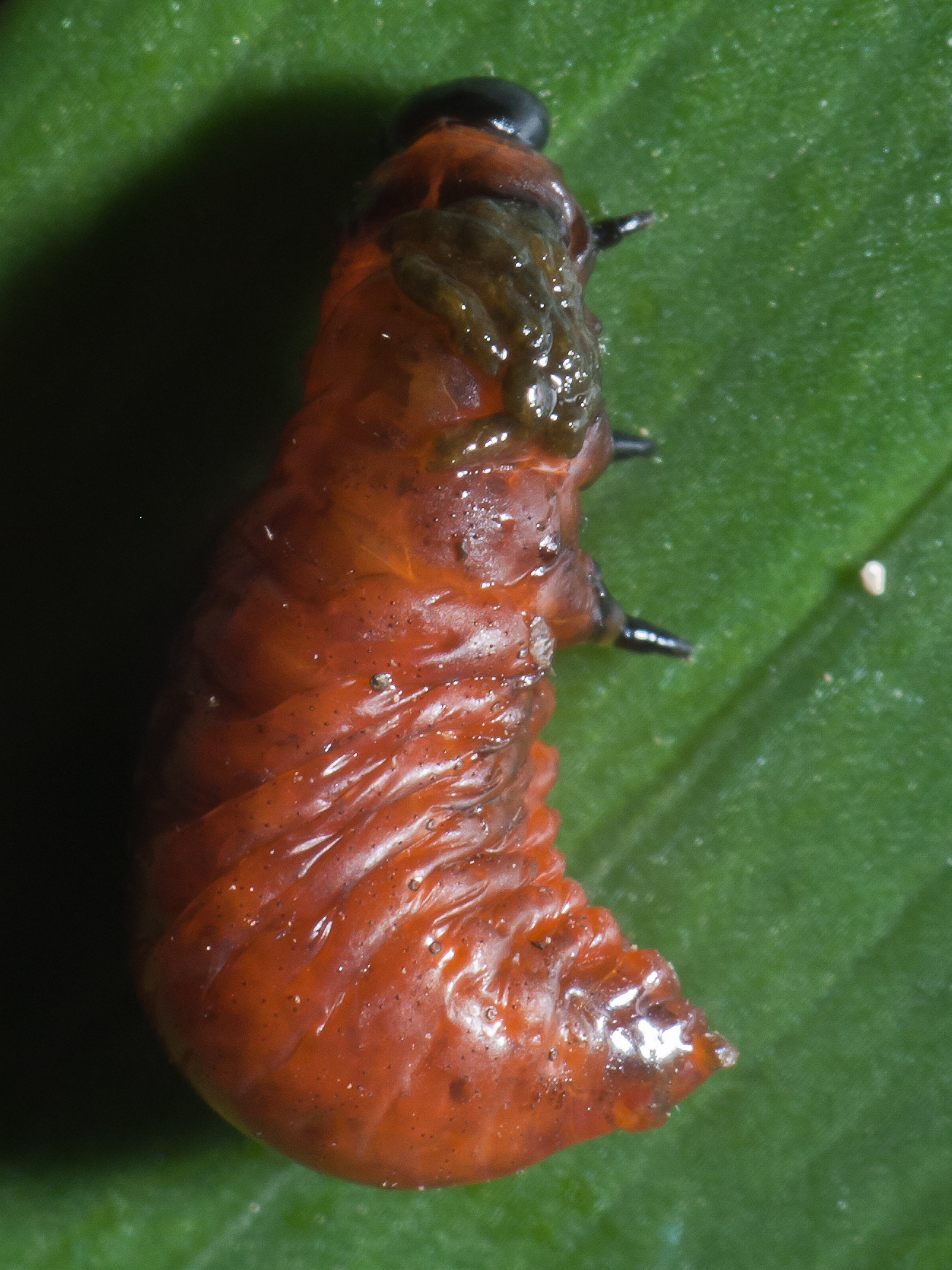
Figure 3 : Coléoptère parasite du Lis de Pompone, Lilioceris lilii (le criocère du lis).

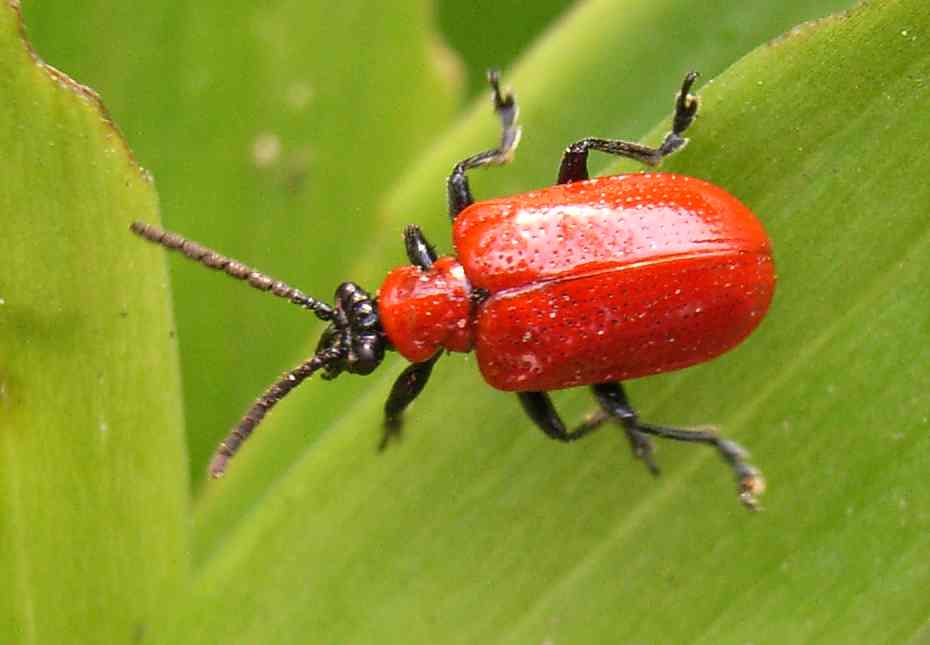
Figure 3 Lilioceris lili.

On a également identifié les effets négatifs sur L. pomponium de Lilioceris lilii ou criocère du lis (voir Figure 3), un parasite à la famille des Liliaceae qui réduit le potentiel de reproduction de l’espèce. Il a été observé dans certaines populations sur la frontière entre la France et l’Italie. 

#### Impact de l’homme sur les populations sauvages
L’homme a un impact sur les populations sauvages de L. pomponium par le biais du surpâturage, de la plantation dans les forêts et des collections de plante. L. pomponium peut être affecté et souffrir de la cueillette surtout dans les stations en basse altitude. 

#### Protection
Lilium pomponium est une espèce réglementée sous la directive des Habitats Faune Flore européenne. Elle est évaluée sur la liste rouge mondiale et européenne de l’UICN et la liste rouge de la flore vasculaire de France métropolitaine comme “préoccupation mineure” le stade le moins alarmant, car sa population est stable, elle ne risque pas de disparaître dans un futur proche malgré les menaces la concernant,.
Depuis 1989, l'espèce est reprise dans la liste des espèces dont la cueillette peut être interdite au niveau départemental en France [4]. Le statut de l'espèce sur la liste rouge d'Italie est "en danger" .